# Vistabella de Huerva
 Vistabella de Huerva est une commune d’Espagne, dans la province de Saragosse, communauté autonome d'Aragon, comarque de Campo de Cariñena.